# Lawinenunglück bei Bahçesaray
Bei dem Lawinenunglück bei Bahçesaray kam es am 4. und 5. Februar 2020 in der Nähe des Ortes Bahçesaray in der osttürkischen Provinz Van zu Lawinenabgängen, durch die 41 Menschen zu Tode kamen.

## Hergang
Am Abend des 4. Februar 2020 kam es an einem Bergpass bei Bahçesaray zu einem Lawinenabgang. Dadurch verunfallten ein Schneeräumfahrzeug und ein Kleinbus. Fünf Menschen kamen ums Leben und zwei weitere wurden als vermisst gemeldet; sieben weitere Insassen und der Fahrzeugführer überlebten. Die Katastrophenschutzbehörde Afet ve Acil Durum Yönetimi Başkanlığı (AFAD) startete einen Großeinsatz. Während des noch laufenden Einsatzes, an dem mehrere hundert Helfer beteiligt waren, ging am Tag darauf eine weitere Lawine ab, durch die mindestens 33 Menschen starben. 84 Menschen wurden verletzt, sechs von ihnen schwer.

## Berichterstattung
Der Gouverneur der Provinz Van, Mehmet Emin Bilmez, sagte, dass die erste Zahl von 38 Todesopfern acht Militärpolizisten, drei von der Regierung bezahlte Dorfwächter, drei Feuerwehrleute und neun Freiwillige umfasste. Später gaben Beamte bekannt, dass insgesamt 53 Menschen verletzt wurden und eine unbekannte Anzahl unter dem Schnee begraben blieb. Starker Schnee, Nebel und starker Wind bremsten die Rettungsbemühungen. Wegen des starken Schneefalls wurden Straßen zu 114 Orten in Van gesperrt.
Am 6. Februar gaben AFAD-Beamte bekannt, dass die Zahl der Todesopfer auf 41 gestiegen war und insgesamt 180 Mitarbeiter nach Leichen von mindestens drei noch vermissten Personen suchten, während sie kontrollierte Explosionen auslösten, um das Risiko weiterer Lawinen zu verringern. In Erwartung von Kommunikationsunterbrechungen wurden zwei mobile Basisstationen aufgestellt. Die Zahl der Verletzten war auf 84 gestiegen, von denen 47 im Krankenhaus behandelt wurden, darunter sechs auf der Intensivstation.
Noch am selben Tag fand in der Stadt Van eine Gedenkfeier für elf Militärpolizisten, neun Dorfwächter und zwei Feuerwehrleute statt, die bei der Katastrophe ums Leben gekommen waren.